# Gare de Lyon-Gorge-de-Loup
Gare de Lyon-Gorge-de-Loup – stacja kolejowa w Lyonie, w regionie Owernia-Rodan-Alpy (departament Rodan), we Francji. Jest węzłem transportowym skupiającym transport kolejowy, autobusowy oraz metro. Obsługuje głównie północne dzielnice miasta. Znajduje się tu stacja metra na linii D Gorge de Loup.